# Георгий Эрмоним
Георгиос Эрмонимос (греч. Γεώργιος Ἑρμώνυμος) или Эрмонимос Спартанец (Спарта ? — Париж 1478 †) — греческий писатель, дипломат и учёный XV века. Первый профессор греческого языка в университете Сорбонна, Париж.

## Биография
Родился в городе Спарта, учился у Георгия Плифона. Принадлежит к ряду греческих учёных, покинувших свою землю после турецкого завоевания, которых греческий историк Папаригопулос, с излишней суровостью, обвиняет в том, что они в эпоху испытаний оставили свой народ в рабстве и во тьме.
Эрмонимос отправился в Италию, в Милан, где поначалу работал как переписчик. Когда в Париже возникла острая потребность в преподавателе греческого языка и переводчике, он отправился во Францию. Эрмонимос прибыл в Париж в 1476 году, где поначалу работал переписчиком при дворе Людовика XII.
Позже, как профессор Сорбонны, он получил доступ к коллекциям греческих книг в библиотеках Парижа для своей научной деятельности. Эрмонимос стал известным профессором греческого языка, среди его учеников были Эразм Роттердамский, Бюде, Рейхлин, Иоганн и Якобус Фабер.
Эрмонимос был также вовлечён в дипломатию. В 1475 году папа Сикст IV, оценив дипломатические способности Эрмонимоса, послал его в Англию с целью способствовать освобождению архиепископа Йорка, заключённого в тюрьму по приказу Эдуарда IV. Эрмонимос некоторое время преподавал в Лондоне.
По окончании своей миссии Эрмонимос вернулся и з Англии в 1476 году, но, не получив вознаграждения за труды, угодил в долговую тюрьму.
Из тюрьмы Эрмонимос написал письмо Виссариону Никейскому, прося о помощи, из которого явствует, что прежде между двумя мужами не было дружественных отношений. После трёхмесячного пребывания в тюрьме и с помощью Виссариона он был освобождён и написал текст благодарности Виссариону.
После этого Эрмонимос стал монахом, получив имя Григорий.
В этот период его учеником был Меланхтон.
Точной датой его смерти мы не располагаем. Но в 1478 году он ещё жил в Париже, где составил два письма Рейхлину, одно на греческом и другое на латинском языке.

## Работы
- Иероним Харитоним, Гимн мудрому учителю Георгию Гемисту (см. Плифон).
- Ода монаха Григория Георгию Гемисту
- Письмо Виссариону
- Надгробная речь Палеологу
- Похвальная речь Виссариону
- Жизнь Мехмеда II
- Латино-греческая переписка
- Перевод с греческого на латинский о Спасении Геннадия Схолария

## Рукописи
- Minuscule 30
- Minuscule 70
- Minuscule 287
- Minuscule 288